# Marcos García Fernández
Marcos García Fernández (San Martín de Valdeiglesias, 4 de desembre de 1986) és un ciclista espanyol professional des del 2009 i actualment a l'equip Kinan.

## Palmarès
- 2006
  - Vencedor d'una etapa de la Volta a Palència
- 2007
  - 1r a la Volta a Àvila i vencedor d'una etapa
  - Vencedor d'una etapa de la Volta a Palència
- 2008
  - 1r a la Bizkaiko Bira
- 2017
  - 1r a la Volta a Hokkaidō i vencedor d'una etapa
  - Vencedor d'una etapa a la Volta al Japó
- 2018
  - 1r a la Volta al Japó i vencedor d'una etapa
- 2019
  - 1r al Tour of Peninsular i vencedor d'una etapa

### Resultats a la Volta a Espanya
- 2010. 44è de la classificació general
- 2012. 27è de la classificació general
- 2013. 75è de la classificació general

### Resultats al Giro d'Itàlia
- 2009. 52è de la classificació general